# Берёзовка (Лубенский район)
Берёзовка (укр. Березівка) — село,
Березовский сельский совет,
Лубенский район,
Полтавская область,
Украина.
Код КОАТУУ — 5322880301. Население по переписи 2001 года составляло 514 человек.
Является административным центром Березовского сельского совета, в который, кроме того, входят сёла
Кревелевка,
Тотчино,
Шинковщина и
Кучеровка.

## Географическое положение
Село Березовка находится на расстоянии в 1,5 км от сёл Кревелевка и Величковка.
Рядом проходят автомобильная дорога М-03 и
железная дорога, станция Шишаки в 3-х км.

## История
- XVIII век — дата основания как казацкиц хутор Березин [3].
- По переписи 1859 года – 14 дворов, 56 жителей; 1910 год – 36 дворов, 268 жителей.

## Объекты социальной сферы
- Школа І—ІІ ст.